# عشمه (روستا)
 عشمه  به عربی ( الَعشمة  )، روستایی است در دهستان المُقَبَنَة از توابع استان حضرموت در کشور یمن در شبه جزیره عربستان.

## جمعیت
جمعیت آن ( ۱۹۹ ) نفر ( ۱۷ خانوار) می‌باشد.